# Meigneux (Seine-et-Marne)
Meigneux település Franciaországban, Seine-et-Marne megyében. Lakosainak száma 234 fő (2022. január 1.). Meigneux Rampillon, Sognolles-en-Montois, Villeneuve-les-Bordes, Cessoy-en-Montois, Donnemarie-Dontilly, Gurcy-le-Châtel és Mons-en-Montois községekkel határos.

## Népesség
A település népességének változása:
| Lakosok száma | 244  | 243  | 245  | 232  | 229  | 228  | 231  | 233  | 234  |
|               | 2013 | 2015 | 2016 | 2017 | 2018 | 2019 | 2020 | 2021 | 2022 |